# Quốc hội Việt Nam
Quốc hội Cộng hòa xã hội chủ nghĩa Việt Nam, gọi ngắn gọn hơn là Quốc hội Việt Nam hay đơn giản là Quốc hội, là cơ quan thực hiện quyền lập pháp cao nhất trong hệ thống chính trị Việt Nam, là cơ quan đại biểu cao nhất của nhân dân Việt Nam và là cơ quan quyền lực Nhà nước cao nhất của nước Cộng hòa xã hội chủ nghĩa Việt Nam.
Cơ quan này có các chức năng chính:
1. Lập hiến, lập pháp;
2. Quyết định các vấn đề quan trọng của đất nước;
3. Giám sát tối cao hoạt động của Nhà nước;
4. Quyết định vấn đề chiến tranh hay hòa bình;
5. Quyết định trưng cầu ý dân.

Nhiệm kỳ của mỗi khóa Quốc hội kéo dài 5 năm. Mỗi năm Quốc hội họp thường kỳ 2 lần. Quốc hội Việt Nam tổ chức và hoạt động theo nguyên tắc tập trung dân chủ làm việc theo chế độ hội nghị và quyết định theo đa số. Bộ máy hoạt động của Quốc hội gồm: Chủ tịch Quốc hội, các Phó Chủ tịch Quốc hội, Tổng thư ký Quốc hội, Ủy ban Thường vụ Quốc hội (cơ quan thường trực), Hội đồng dân tộc và 12 Ủy ban, Ban và Viện khác.
Quốc hội Việt Nam hiện nay là thành viên của Liên minh Nghị viện thế giới (IPU), Hội đồng Liên Nghị viện ASEAN (AIPA), Hội đồng Nghị viện châu Á (APA), Diễn đàn các nghị sĩ về dân số và phát triển (AFPPD), Liên minh Nghị viện các nước Châu Á - Thái Bình Dương (APPU), Tổ chức nghị sĩ thầy thuốc thế giới (IMPO) là thành viên sáng lập Diễn đàn Nghị sĩ các nước châu Á - Thái Bình Dương (APPF), Liên minh Nghị viện Pháp ngữ (APF).
Chức vụ đứng đầu Quốc hội Việt Nam là Chủ tịch Quốc hội, người này cũng đồng thời là chủ tịch của Ủy ban Thường vụ Quốc hội - cơ quan thường trực của Quốc hội.
Quốc hội đương nhiệm hiện nay là Quốc hội khóa XV, được bầu vào ngày 23 tháng 5 năm 2021 và bầu ra 499 đại biểu. Chủ tịch Quốc hội đương nhiệm là ông Trần Thanh Mẫn.

## Tên gọi
Theo các sắc lệnh năm 1945 của Chủ tịch Chính phủ lâm thời Việt Nam Dân chủ Cộng hòa về cuộc tổng tuyển cử đầu tiên và các văn kiện tại 2 kỳ họp đầu tiên của Quốc hội khoá I năm 1946 - tên gọi ban đầu của cơ quan lập pháp là Quốc dân Đại hội hay Quốc dân Đại biểu Đại hội (còn gọi là Toàn quốc Đại biểu Đại hội). Trong văn bản thường được gọi tắt là Quốc hội.
Ngày 9 tháng 11 năm 1946, Hiến pháp năm 1946 được thông qua tại kỳ họp thứ 2 (Quốc hội khoá I) đã xác định tên chính thức của cơ quan lập pháp là Nghị viện Nhân dân. Tuy nhiên, bản Hiến pháp này không được công bố/thực thi trong hoàn cảnh chiến tranh, vì vậy tên gọi và các chức vụ cũ trong Quốc hội vẫn được giữ nguyên khi hoạt động.
Ngày 31 tháng 12 năm 1959, Hiến pháp năm 1959 được thông qua tại kỳ họp thứ 11 (Quốc hội khóa I) và được Chủ tịch nước ký lệnh công bố vào ngày 01 tháng 1 năm 1960 - hiến định tên chính thức của cơ quan lập pháp này là Quốc hội. Cho đến nay, trải qua các bản Hiến pháp sửa đổi sau này, đây là tên gọi cố định cho "cơ quan đại biểu cao nhất của nhân dân, cơ quan quyền lực nhà nước cao nhất" của Việt Nam.

## Lịch sử
Quốc hội Việt Nam hiện nay được ra đời cùng với nhà nước Việt Nam sau cuộc Tổng tuyển cử đầu tiền bầu ra Quốc hội khóa I của nước Việt Nam Dân chủ Cộng hòa ngày 6 tháng 1 năm 1946. Từ thời điểm đó đến năm 2021, cơ quan này đã trải qua 14 khóa làm việc, với 12 đời Chủ tịch Quốc hội.
Năm 2013, Quốc hội bắt đầu bỏ phiếu tín nhiệm các thành viên Chính phủ (Thủ tướng và các Bộ trưởng). Từ nhiệm kỳ Quốc hội khóa 2016-2021, truyền thông và người dân dần quan tâm nhiều hơn tới các kỳ họp của Quốc hội. Mỗi phiên chất vấn các lãnh đạo Chính phủ của Quốc hội đều được truyền thông quan tâm và đưa tin nhiệt tình. Nhiều câu hỏi chất vấn của các đại biểu Quốc hội trong các buổi "sinh hoạt nghị trường" thậm chí còn trở thành các đề tài nóng trên mạng xã hội.
Tháng 12 năm 2021, điều 83 Hiến pháp 2013 lần đầu được kích hoạt, khi Ủy ban thường vụ Quốc hội triệu tập Kì họp bất thường đầu tiên trong lịch sử.

### Khóa I (1946-1960)
Quốc hội khóa đầu tiên được bầu 6 tháng 1 năm 1946. Gồm 403 đại biểu: 333 đại biểu được bầu, 70 ghế theo đề nghị của Hồ Chí Minh (dành cho 50 người của Việt Nam Quốc dân Đảng và 20 người của Việt Nam Cách mạng Đồng minh Hội), những đại biểu không qua bầu cử được gọi là đại biểu "truy nhận". Chủ tịch Quốc hội đầu tiên (lúc đó gọi là Trưởng ban Thường trực Quốc hội) là Nguyễn Văn Tố. Từ ngày 8/11/1946 Chủ tịch Quốc hội là Bùi Bằng Đoàn. Từ ngày 20/9/1955 Chủ tịch Quốc hội là Tôn Đức Thắng.
Kỳ họp thứ nhất (2 tháng 3 năm 1946) công nhận: Chính phủ liên hiệp kháng chiến do Hồ Chí Minh làm Chủ tịch, Kháng chiến ủy viên hội do Võ Nguyên Giáp làm Chủ tịch, Vĩnh Thụy làm Cố vấn tối cao, Ban dự thảo Hiến pháp gồm 11 thành viên.
Tuy lúc đầu Quốc hội có 403 đại biểu nhưng đến khóa mùa thu năm 1946 thì số đại biểu chỉ còn 291 và khi mãn khóa thì chỉ còn 242 vì hầu hết các đại biểu đối lập thuộc Việt Nam Cách mạng đồng minh hội (Việt Cách) và Việt Nam Quốc dân đảng (Việt Quốc) đã bỏ chạy sang Trung Hoa khi không còn sự hậu thuẫn về quân sự và chính trị của quân đội Trung Hoa Dân quốc sau Hiệp định Sơ bộ ngày 6 tháng 3 năm 1946.
Quốc hội khóa I đã thông qua hiến pháp đầu tiên (Hiến pháp 1946) ngày 9 tháng 11 năm 1946, thông qua Hiến pháp sửa đổi (Hiến pháp 1959) ngày 31 tháng 12 năm 1959; ban hành 16 luật, trong đó có luật cải cách ruộng đất và phê chuẩn Hiệp định Genève.

### Khóa II (1960-1964)
Bầu ngày 8 tháng 5 năm 1960. Gồm 453 đại biểu (362 đại biểu được bầu, 91 đại biểu khóa I của Miền Nam được lưu nhiệm).
Kỳ họp thứ nhất (từ 6 - 15 tháng 7 năm 1960) tại Hà Nội bầu:
- Chủ tịch nước: Hồ Chí Minh, Phó Chủ tịch nước: Tôn Đức Thắng
- Ủy ban Thường vụ Quốc hội gồm 21 ủy viên chính thức, 5 ủy viên dự khuyết. Chủ tịch Quốc hội: Trường Chinh
- Thủ tướng Hội đồng Chính phủ Phạm Văn Đồng

Quốc hội khóa II thông qua 6 luật, 9 pháp lệnh và phê chuẩn 4 hiệp ước - hiệp định song phương với Tiệp Khắc, Triều Tiên, Trung Hoa và Cuba.

### Khóa III (1964-1971)
Bầu ngày 26 tháng 4 năm 1964. Gồm 453 đại biểu: 366 đại biểu được bầu, 87 đại biểu khóa I của Miền Nam được lưu nhiệm.
Kỳ họp thứ nhất (từ 25 tháng 6 - 3 tháng 7 năm 1964) bầu:
- Chủ tịch nước: Hồ Chí Minh, Phó Chủ tịch nước: Tôn Đức Thắng
- Ủy ban Thường vụ Quốc hội gồm 23 ủy viên chính thức, 3 ủy viên dự khuyết. Chủ tịch Quốc hội: Trường Chinh
- Thủ tướng Hội đồng Chính phủ Phạm Văn Đồng

Quốc hội khóa III đã thông qua 1 luật, 5 pháp lệnh và phê chuẩn 4 hiệp định song phương.

### Khóa IV (1971-1975)
Bầu ngày 11 tháng 4 năm 1971. Bầu 420 đại biểu.
Kỳ họp thứ nhất (từ 6 - 10 tháng 6 năm 1971) bầu:
- Chủ tịch nước: Tôn Đức Thắng, Phó Chủ tịch nước: Nguyễn Lương Bằng
- Ủy ban Thường vụ Quốc hội gồm 24 ủy viên chính thức, 3 ủy viên dự khuyết. Chủ tịch Quốc hội: Trường Chinh
- Thủ tướng Hội đồng Chính phủ Phạm Văn Đồng

Quốc hội khóa IV đã thông qua 1 Pháp lệnh Quy định việc bảo vệ rừng.

### Khóa V (1975-1976)
Bầu ngày 6 tháng 4 năm 1975. Bầu 424 đại biểu.
Kỳ họp thứ nhất (từ 3 - 6 tháng 6 năm 1975) bầu:
- Chủ tịch nước: Tôn Đức Thắng, Phó Chủ tịch nước: Nguyễn Lương Bằng
- Ủy ban Thường vụ Quốc hội gồm 19 ủy viên chính thức, 3 ủy viên dự khuyết. Chủ tịch Quốc hội: Trường Chinh
- Thủ tướng Chính phủ Phạm Văn Đồng

Quốc hội khóa V là kỳ quốc hội ngắn nhất, vì đã rút ngắn nhiệm kỳ để tiến hành cuộc Tổng tuyển cử bầu Quốc hội chung của đất nước thống nhất.

### Khóa VI (1976-1981)
Quốc hội đầu tiên của nước Việt Nam thống nhất. Bầu ngày 25 tháng 4 năm 1976. Bầu 492 đại biểu.
Kỳ họp thứ nhất (từ 24 tháng 6 - 3 tháng 7 năm 1976) tại Hà Nội bầu:
- Chủ tịch nước: Tôn Đức Thắng, 2 Phó Chủ tịch nước Nguyễn Lương Bằng và Nguyễn Hữu Thọ
- Ủy ban Thường vụ Quốc hội gồm 21 ủy viên chính thức, 2 ủy viên dự khuyết. Chủ tịch Quốc hội: Trường Chinh
- Thủ tướng Chính phủ Phạm Văn Đồng

Cũng tại kỳ họp này, sáng ngày 2 tháng 7 năm 1976, Quốc hội đã quyết định đổi tên nước thành Cộng hòa xã hội chủ nghĩa Việt Nam và đổi tên thành phố Sài Gòn - Gia Định thành Thành phố Hồ Chí Minh.
Quốc hội khóa VI đã thông qua Hiến pháp 1980 tại kỳ họp 7 ngày 18 tháng 12 năm 1980; đồng thời Quốc hội khóa VI cũng thông qua 1 luật, 4 pháp lệnh và phê chuẩn 12 hiệp ước - hiệp định song phương.

### Khóa VII (1981-1987)
Bầu ngày 26 tháng 4 năm 1981. Bầu 496 đại biểu.
Kỳ họp thứ nhất (từ 24 tháng 6 - 4 tháng 7 năm 1981) bầu:
- Hội đồng Nhà nước gồm 12 thành viên đảm nhận chức năng của Ủy ban Thường vụ Quốc hội, "là cơ quan cao nhất, hoạt động thường xuyên của Quốc hội, là chủ tịch tập thể của nước Cộng hòa xã hội chủ nghĩa Việt Nam". Chủ tịch Hội đồng Nhà nước: Trường Chinh
- Chủ tịch Quốc hội: Nguyễn Hữu Thọ
- Chủ tịch Hội đồng Bộ trưởng: Phạm Văn Đồng

Quốc hội khóa VII đã thông qua 10 luật và bộ luật, 15 pháp lệnh; phê chuẩn 19 hiệp định, hiệp ước, công ước song phương và quốc tế.

### Khóa VIII (1987-1992)
Bầu ngày 19 tháng 4 năm 1987. Bầu 496 đại biểu.
Kỳ họp thứ nhất (từ 17 - 22 tháng 6 năm 1987) bầu:
- Hội đồng Nhà nước gồm 15 thành viên. Chủ tịch Hội đồng Nhà nước: Võ Chí Công
- Chủ tịch Quốc hội: Lê Quang Đạo
- Chủ tịch Hội đồng Bộ trưởng: Phạm Hùng. (Đỗ Mười, từ tháng 6 năm 1988)

Quốc hội khóa VIII đã thông qua Hiến pháp 1992 tại kỳ họp 11 ngày 15 tháng 4 năm 1992; đồng thời Quốc hội khóa VIII cũng thông qua 31 luật và bộ luật, 42 pháp lệnh và phê chuẩn 1 hiệp định quốc tế.

### Khóa IX (1992-1997)
Bầu ngày 19 tháng 7 năm 1992. Bầu 395 đại biểu.
Kỳ họp thứ nhất (từ 19 tháng 9 - 8 tháng 10 năm 1992) bầu:
- Chủ tịch nước: Lê Đức Anh, Phó Chủ tịch nước: Nguyễn Thị Bình
- Ủy ban Thường vụ Quốc hội gồm 13 thành viên. Chủ tịch Quốc hội: Nông Đức Mạnh
- Thủ tướng Chính phủ: Võ Văn Kiệt
- Trưởng đoàn thư ký kỳ họp Quốc hội: Vũ Mão

Quốc hội khóa IX đã thông qua 39 luật và bộ luật, 41 pháp lệnh; phê chuẩn 3 hiệp định, công ước song phương và quốc tế.

### Khóa X (1997-2002)
Bầu ngày 20 tháng 7 năm 1997. Bầu 450 đại biểu.
Kỳ họp thứ nhất (từ 20 - 29 tháng 9 năm 1997) bầu:
- Chủ tịch nước: Trần Đức Lương, Phó Chủ tịch nước: Nguyễn Thị Bình
- Ủy ban Thường vụ Quốc hội gồm 14 thành viên. Chủ tịch Quốc hội: Nông Đức Mạnh; (Nguyễn Văn An, từ ngày 27 tháng 6 năm 2001 tại Kỳ họp thứ 9)
- Thủ tướng Chính phủ Phan Văn Khải
- Trưởng đoàn thư ký kỳ họp Quốc hội: Vũ Mão

Quốc hội khóa X đã thông qua Nghị quyết về sửa đổi, bổ sung một số điều của Hiến pháp (ban hành ngày 7 tháng 1 năm 2002); thông qua 31 luật và bộ luật, 36 pháp lệnh; phê chuẩn Hiệp ước biên giới đất liền với Cộng hòa Nhân dân Trung Hoa và Hiệp định thương mại với Hợp chúng quốc Hoa Kỳ.

### Khóa XI (2002-2007)

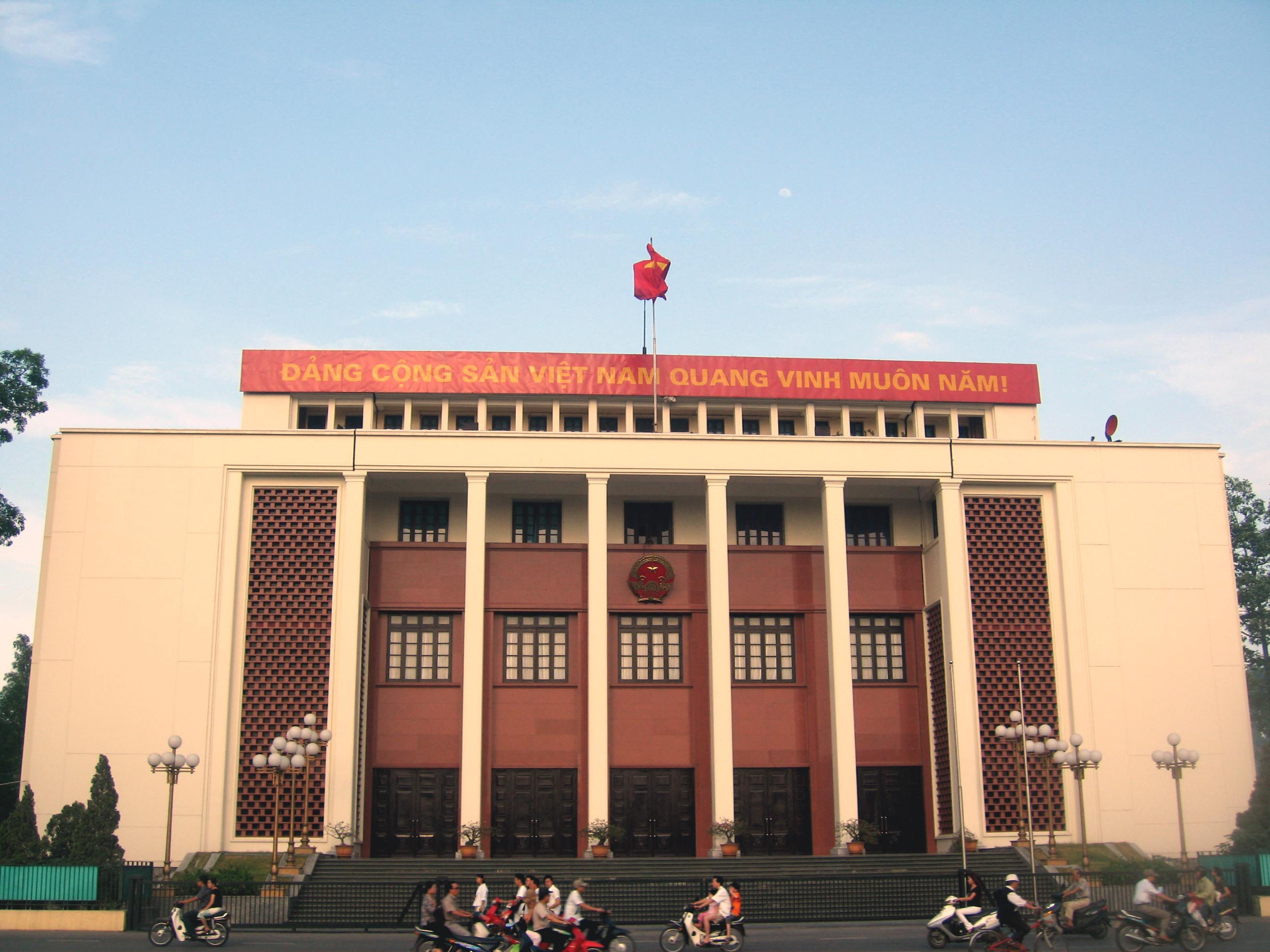
Hội trường Ba Đình - nơi diễn ra các kỳ họp quốc hội cho đến năm 2007

Bầu ngày 19 tháng 5 năm 2002. Bầu 498 đại biểu.
Kỳ họp thứ nhất (từ 19 tháng 7 - 12 tháng 8 năm 2002) bầu:
- Chủ tịch nước: Trần Đức Lương, Phó Chủ tịch nước: Trương Mỹ Hoa
- Ủy ban Thường vụ Quốc hội gồm 13 thành viên. Chủ tịch Quốc hội: Nguyễn Văn An
- Thủ tướng Chính phủ: Phan Văn Khải.
- Đoàn thư ký kỳ họp Quốc hội gồm 11 người. Trưởng đoàn thư ký: Bùi Ngọc Thanh

Kỳ họp thứ 9 (từ 16 tháng 5 - 29 tháng 6 năm 2006) Quốc hội biểu quyết miễn nhiệm các chức vụ Thủ tướng Chính phủ, Chủ tịch nước, Chủ tịch Quốc hội tại vị và tiến hành bầu mới:
- Chủ tịch Quốc hội: Nguyễn Phú Trọng
- Chủ tịch nước: Nguyễn Minh Triết
- Thủ tướng Chính phủ: Nguyễn Tấn Dũng

Quốc hội khóa XI đã thông qua 84 luật và bộ luật, 34 pháp lệnh; phê chuẩn 3 hiệp ước, hiệp định song phương và quốc tế; trong đó Quốc hội đã phê chuẩn Nghị định thư gia nhập Hiệp định thành lập Tổ chức thương mại thế giới (WTO) của nước Cộng hòa xã hội chủ nghĩa Việt Nam tại kỳ họp thứ 10 (tháng 11 năm 2006).

### Khóa XII (2007-2011)
Bầu ngày 20 tháng 5 năm 2007. Bầu 493 đại biểu.
Kỳ họp thứ nhất (từ 19 tháng 7 - 4 tháng 8 năm 2007) bầu:
- Chủ tịch nước: Nguyễn Minh Triết, Phó Chủ tịch nước: Nguyễn Thị Doan
- Ủy ban Thường vụ Quốc hội gồm 18 thành viên. Chủ tịch Quốc hội: Nguyễn Phú Trọng
- Thủ tướng Chính phủ: Nguyễn Tấn Dũng
- Đoàn thư ký kỳ họp Quốc hội gồm 13 người. Trưởng đoàn thư ký: Trần Đình Đàn

Quốc hội khóa XII đã thông qua 67 luật và 14 pháp lệnh.
Quốc hội khóa XII cũng rút ngắn thời gian hoạt động 1 năm để tiến hành bầu cử Quốc hội khóa XIII cho cùng thời gian với cuộc bầu cử đại biểu HĐND các cấp năm 2011.

### Khóa XIII (2011-2016)
Bầu ngày 22 tháng 5 năm 2011. Bầu 500 đại biểu.
Kỳ họp thứ nhất (từ 21 tháng 7 - 6 tháng 8 năm 2011) bầu:
- Chủ tịch nước: Trương Tấn Sang, Phó Chủ tịch nước: Nguyễn Thị Doan
- Ủy ban Thường vụ Quốc hội gồm 17 thành viên. Chủ tịch Quốc hội: Nguyễn Sinh Hùng
- Thủ tướng Chính phủ: Nguyễn Tấn Dũng
- Đoàn thư ký kỳ họp Quốc hội gồm 13 người. Trưởng đoàn thư ký: Nguyễn Hạnh Phúc

Kỳ họp thứ 6 (từ 21 tháng 10 - 31 tháng 11 năm 2013) Quốc hội thông qua Hiến pháp 2013 vào ngày 28/11/2013. Trong số 97,99% (tức 488 ĐB) có mặt tại hội trường có 97, 59% (tức 486 ĐB) tán thành; 0% ĐB không tán thành; và 0,4% (tức 2 ĐB) không biểu quyết.
Kỳ họp thứ 11 (từ 21 tháng 3 - 12 tháng 4 năm 2016), Quốc hội bỏ phiếu miễn nhiệm các chức vụ Chủ tịch Quốc hội, Chủ tịch nước, Thủ tướng Chính phủ tại vị và bầu mới:
- Ngày 30/03, thông qua việc miễn nhiệm Chủ tịch Quốc hội và Chủ tịch Hội đồng bầu cử quốc gia đối với ông Nguyễn Sinh Hùng, với 87,25% đồng ý, 8,5% không đồng ý đối với chức vụ Chủ tịch Quốc hội; và 87,04% đồng ý, 8,5% không đồng ý đối với chức vụ Chủ tịch Hội đồng bầu cử quốc gia.[31]
- Ngày 31/03, bà Nguyễn Thị Kim Ngân được bầu làm Chủ tịch Quốc hội và Chủ tịch Hội đồng bầu cử quốc gia, với 95,5% tán thành, 1,82% không tán thành. Cụ thể, có 472/484 ĐB có mặt đồng ý và 9 ĐB không đồng ý. Bà trở thành nữ chính khách Việt Nam đầu tiên giữ các cương vị này, đồng thời cũng là người đầu tiên thực hiện quy định tuyên thệ khi nhậm chức.[32][33]
- Chiều 31/03, thông qua việc miễn nhiệm Chủ tịch nước đối với ông Trương Tấn Sang với 90,49% tán thành, 5,26% không tán thành. Cụ thể, có 447/474 ĐB có mặt đồng ý, 26 ĐB không đồng ý. Ông Trương Tấn Sang cũng đồng thời thôi giữ chức vụ Chủ tịch Hội đồng Quốc phòng và An ninh.[34]
- Sáng 02/04, ông Trần Đại Quang được bầu làm Chủ tịch nước và Chủ tịch Hội đồng Quốc phòng và An ninh với 91,5% tán thành, 5,87% không tán thành. Cụ thể, có 452/483 ĐB có mặt đồng ý và 29 ĐB không đồng ý.[35]
- Chiều 06/04, thông qua việc miễn nhiệm Thủ tướng Chính phủ đối với ông Nguyễn Tấn Dũng với 84,62% tán thành, 13,77% không tán thành. Cụ thể 418/487 ĐB có mặt đồng ý, 68 ĐB không đồng ý.[36]
- Sáng 07/04, ông Nguyễn Xuân Phúc được bầu làm Thủ tướng Chính phủ với 90,28% tán thành, 8,91% không tán thành. Cụ thể, có 446/490 ĐB có mặt đồng ý và 44 ĐB không đồng ý.[37]

Như vậy, nhân sự cấp cao của cả khóa XIII như sau:
Chủ tịch
- Nguyễn Sinh Hùng (đến 30/03/2016)
- Nguyễn Thị Kim Ngân (từ 31/03/2016)

Các Phó Chủ tịch
1. Bà Tòng Thị Phóng
2. Bà Nguyễn Thị Kim Ngân (đến 31/03/2016)
3. Ông Uông Chu Lưu
4. Ông Huỳnh Ngọc Sơn (đến 02/04/2016)
5. Ông Phùng Quốc Hiển (từ 04/04/2016)
6. Ông Đỗ Bá Tỵ (từ 04/04/2016)

Quốc hội khóa XIII đã thông qua 100 luật, bộ luật và 10 pháp lệnh . Quốc hội khóa XIII cũng là lần đầu tiên Việt Nam là chủ nhà đăng cai tổ chức Đại hội đồng Liên minh Nghị viện thế giới lần thứ 132 (IPU-132) tại Tòa nhà Quốc hội. Đây cũng là khóa đầu tiên tiến hành việc Lấy phiếu tín nhiệm với các chức danh mà Quốc hội đầu ra vào kỳ họp thứ 5 diễn ra vào tháng 5/2013.

### Khóa XIV (2016-2021)
Bầu ngày 22 tháng 5 năm 2016. Bầu 496 đại biểu.
Kỳ họp thứ nhất (từ 20 tháng 7 năm 2016 - 29 tháng 7 năm 2016) bầu:
- Chủ tịch nước: Trần Đại Quang (qua đời tháng 9/2018). Phó Chủ tịch nước: Đặng Thị Ngọc Thịnh
- Ủy ban Thường vụ Quốc hội gồm 18 thành viên. Chủ tịch Quốc hội: Nguyễn Thị Kim Ngân
- Thủ tướng Chính phủ: Nguyễn Xuân Phúc
- Tổng thư ký Quốc hội: Nguyễn Hạnh Phúc. Đây là một chức danh mới theo Luật tổ chức Quốc hội sửa đổi năm 2014

Đây là khóa Quốc hội chính thức đầu tiên thực hiện quy định tuyên thệ khi nhậm chức với cả bốn chức danh Chủ tịch nước, Chủ tịch Quốc hội, Thủ tướng Chính phủ và Chánh án TAND Tối cao.
Kỳ họp thứ 6 (từ 22 tháng 10 năm 2018 - 21 tháng 11 năm 2018), Quốc hội bầu lại Chủ tịch nước thay thế cố Chủ tịch Trần Đại Quang.
- Chủ tịch nước Trần Đại Quang đột ngột qua đời ngày 21/09/2018 do trọng bệnh.[39]
- Ngày 23/09/2018, Ủy ban Thường vụ Quốc hội ban hành thông báo Phó Chủ tịch nước đương nhiệm Đặng Thị Ngọc Thịnh tạm giữ chức Quyền Chủ tịch nước.
- Sáng ngày 23/10/2018,  ông Nguyễn Phú Trọng - Tổng Bí thư đương nhiệm - được bầu làm Chủ tịch nước với tỷ lệ 99,79% tán thành (tương ứng 476/477 ĐB có mặt tham gia biểu quyết).[40]

Kỳ họp thứ 11 (từ 24 tháng 3 - 8 tháng 4 năm 2021), Quốc hội kiện toàn 25 chức danh lãnh đạo không tham gia Ban chấp hành Trung ương Đảng khóa 13. Trong đó, bỏ phiếu miễn nhiệm các chức vụ Chủ tịch Quốc hội, Chủ tịch nước, Thủ tướng Chính phủ đương nhiệm và bầu mới:
- Ngày 30/03, bỏ phiếu miễn nhiệm chức vụ Chủ tịch Quốc hội đối với bà Nguyễn Thị Kim Ngân với 96,66% tán thành (tương ứng 464/475 ĐB có mặt biểu quyết); 1,87% không tán thành (tương ứng 9 ĐB); và miễn nhiệm chức vụ Chủ tịch Hội đồng bầu cử quốc gia với 96,45% tán thành (tương ứng với 463/475 ĐB); 1,87% không tán thành (tương ứng 9 ĐB).[42]
- Ngày 31/03, ông Vương Đình Huệ được bầu làm tân Chủ tịch Quốc hội và Chủ tịch Hội đồng bầu cử quốc gia với tỷ lệ 98,54% (tương ứng 473/473 ĐB có mặt).[43]
- Sáng 02/04, bỏ phiếu miễn nhiệm Thủ tướng Chính phủ đối với ông Nguyễn Xuân Phúc với 92,92% tán thành (tương ứng 446/452 ĐB có mặt) và 1,25% không tán thành (tương ứng 6 ĐB).[44]
- Chiều 02/04, bỏ phiếu miễn nhiệm Chủ tịch nước đối với ông Nguyễn Phú Trọng với 91,25% tán thành (tương ứng 438/440 ĐB có mặt), 0,21% không tán thành (tương ứng 1 ĐB), và 0,21% không biểu quyết (tương ứng 1 ĐB). Ông cũng đồng thời thôi giữ chức vụ Chủ tịch Hội đồng Quốc phòng và An ninh.[45]
- Sáng 05/04, ông Nguyễn Xuân Phúc được bầu làm Chủ tịch nước và Chủ tịch Hội đồng Quốc phòng và An ninh với tỷ lệ 97,5% tán thành (tương ứng 468/468 ĐB có mặt).[46]
- Chiều 05/04, ông Phạm Minh Chính được bầu làm Thủ tướng Chính phủ với tỷ lệ 96,25% tán thành (tương ứng 462/466 ĐB có mặt); 0,83% không tán thành (tương ứng 4 ĐB).[47]

Như vậy, nhân sự cấp cao của cả khóa Quốc hội XIV như sau:
Chủ tịch
- Bà Nguyễn Thị Kim Ngân (từ 31/03/2016 - 30/03/2021)
- Ông Vương Đình Huệ (từ 31/03/2021)

Các Phó Chủ tịch
1. Bà Tòng Thị Phóng (đến 31/03/2021)[48]
2. Ông Uông Chu Lưu (đến 31/03/2021)[48]
3. Ông Phùng Quốc Hiển (đến 31/03/2021)[48]
4. Ông Đỗ Bá Tỵ
5. Ông Trần Thanh Mẫn (từ 01/04/2021)[49]
6. Ông Nguyễn Khắc Định (từ 01/04/2021)[49]
7. Ông Nguyễn Đức Hải (từ 01/04/2021)[49]

Quốc hội khóa XIV đã thông qua 73 luật, bộ luật và 2 pháp lệnh. Nhiệm kỳ Quốc hội khóa XIV là nhiệm kỳ thành công về mặt ký kết các Hiệp định thương mại tự do (FTA), với 3 hiệp định đa phương quan trọng là Hiệp định CPTPP, Hiệp định EVFTA và Hiệp định RCEP. Ngoài ra, còn có Hiệp định thương mại tự do song phương Việt Nam - Vương Quốc Anh (UKVFTA) và Hiệp định thương mại tự do song phương ASEAN - Hồng Kông (Trung Quốc) (AHKFTA).

### Khóa XV (2021-2026)
Bầu ngày 23 tháng 5 năm 2021. Bầu 499 đại biểu.
Kỳ họp thứ nhất (từ 20 tháng 7 - 31 tháng 7 năm 2021) bầu:
- Chủ tịch nước: Nguyễn Xuân Phúc. Phó Chủ tịch nước: Võ Thị Ánh Xuân
- Ủy ban Thường vụ Quốc hội gồm 18 thành viên. Chủ tịch Quốc hội: Vương Đình Huệ
- Thủ tướng Chính phủ: Phạm Minh Chính
- Tổng thư ký Quốc hội: Bùi Văn Cường
- Đổi tên "Ủy ban Văn hóa, Giáo dục, Thanh niên, Thiếu niên và Nhi đồng" thành "Ủy ban Văn hóa - Giáo dục"; và "Ủy ban Về các vấn đề xã hội" thành "Ủy ban Xã hội".[53]

Kỳ họp bất thường lần thứ nhất (từ 4 tháng 1 - 11 tháng 1 năm 2022):
- Đây là kỳ họp bất thường đầu tiên trong lịch sử. Quốc hội đã thông qua Nghị quyết về chính sách tài khóa, tiền tệ hỗ trợ Chương trình phục hồi và phát triển kinh tế - xã hội, trị giá gần 350,000 tỉ đồng nhằm phục hồi nền kinh tế hậu đại dịch COVID-19.[54]

Kỳ họp bất thường lần thứ 3 (chiều ngày 18 tháng 1 năm 2023), Quốc hội bỏ phiếu miễn nhiệm chức vụ Chủ tịch nước:
- Miễn nhiệm chức vụ Chủ tịch nước, Chủ tịch Hội đồng quốc phòng và an ninh và cho thôi làm nhiệm vụ đại biểu Quốc hội đối với ông Nguyễn Xuân Phúc, với tỷ lệ 93,75% tán thành (tức 465/482 đại biểu tham gia biểu quyết)[55]. Trước đó, ông Phúc đã xin thôi giữ các chức vụ trên do chịu trách nhiệm chính trị của người đứng đầu khi để nhiều cán bộ có vi phạm, khuyết điểm, gây hậu quả rất nghiêm trọng.[56]
- Ủy ban Thường vụ Quốc hội ra thông báo về việc thực hiện Quyền Chủ tịch nước đối với bà Võ Thị Ánh Xuân - Phó Chủ tịch nước đương nhiệm - cho đến khi Quốc hội bầu ra Chủ tịch nước mới.[57]

Kỳ họp bất thường lần thứ 4 (sáng ngày 2 tháng 3 năm 2023), Quốc hội bầu mới Chủ tịch nước:
- Ông Võ Văn Thưởng được Quốc hội bầu làm tân Chủ tịch nước và Chủ tịch Hội đồng Quốc phòng và An ninh với tỷ lệ 98,38% tán thành (tức 487/488 đại biểu có mặt biểu quyết).[58]

Kỳ họp bất thường lần thứ 6 (sáng ngày 21 tháng 3 năm 2024), Quốc hội bỏ phiếu miễn nhiệm chức vụ Chủ tịch nước:
- Miễn nhiệm chức vụ Chủ tịch nước, Chủ tịch Hội đồng quốc phòng và an ninh và cho thôi làm nhiệm vụ đại biểu Quốc hội đối với ông Võ Văn Thưởng, với tỷ lệ 87,8% tán thành (tức 432/447 đại biểu tham gia biểu quyết)[59]. Trước đó, ông Thưởng đã xin thôi giữ các chức vụ trên do các sai phạm cá nhân.
- Ủy ban Thường vụ Quốc hội ra thông báo về việc tiếp tục thực hiện quyền Chủ tịch nước lần thứ 2 đối với bà Võ Thị Ánh Xuân.[60]

Kỳ họp bất thường lần thứ 7 (chiều ngày 2 tháng 5 năm 2024), Quốc hội bỏ phiếu miễn nhiệm chức vụ Chủ tịch Quốc hội:
- Miễn nhiệm chức vụ Chủ tịch Quốc hội và cho thôi làm nhiệm vụ đại biểu Quốc hội đối với ông Vương Đình Huệ. Trước đó, ông Huệ đã xin thôi giữ các chức vụ trên do các sai phạm cá nhân.[61]
- Ủy ban Thường vụ Quốc hội ra thông báo về việc phân công điều hành hoạt động của Ủy ban Thường vụ Quốc hội và Quốc hội đối với ông Trần Thanh Mẫn, Phó Chủ tịch Thường trực Quốc hội đương nhiệm cho đến khi Quốc hội bầu ra Chủ tịch Quốc hội mới.[62]

Kỳ họp thứ 7 (từ 20 tháng 5 - 28 tháng 6 năm 2024), Quốc hội bầu mới Chủ tịch Quốc hội và Chủ tịch nước:
- Chiều 20/05, ông Trần Thanh Mẫn được bầu làm tân Chủ tịch Quốc hội và Chủ tịch Hội đồng bầu cử quốc gia với tỷ lệ 97,54% tán thành (tức 475/475 ĐB tham gia biểu quyết).[63]
- Sáng 22/05, Đại tướng Tô Lâm được bầu làm tân Chủ tịch nước và Chủ tịch Hội đồng Quốc phòng và An ninh với tỷ lệ 96,92% tán thánh (tức 472/473 ĐB tham gia biểu quyết).[64]

Kỳ họp thứ 8 (từ 21 tháng 10 - 30 tháng 11 năm 2024), Quốc hội bầu mới Chủ tịch nước:
- Chiều 21/10, Đại tướng Lương Cường được bầu làm tân Chủ tịch nước và Chủ tịch Hội đồng Quốc phòng và An ninh với tỷ lệ 91,67% tán thánh (tức 440/440 ĐB tham gia biểu quyết).[65]

Quốc hội khóa XV là nhiệm kỳ nổi bật rõ rệt về mặt ngoại giao và nhân sự. Về ngoại giao, chỉ trong 5 năm Việt Nam nâng cấp quan hệ cao nhất Đối tác Chiến lược Toàn diện với 5 nước quan trọng là: Hàn Quốc, Hoa Kỳ, Nhật Bản, Úc, Pháp. Về nhân sự, lần đầu tiên chỉ trong một nhiệm kỳ, Quốc hội phải 4 lần bầu mới Chủ tịch nước; trong đó 2 Chủ tịch nước và 1 Chủ tịch Quốc hội đang đương nhiệm phải xin từ chức do sai phạm.
Đây cũng là khóa đầu tiên Quốc hội triệu tập một "Kỳ họp bất thường".

## Nhiệm vụ và quyền hạn của Quốc hội
Các nhiệm vụ và quyền hạn cụ thể của Quốc hội Việt Nam được quy định theo Điều 70 trong Hiến pháp nước Cộng hòa Xã hội chủ nghĩa Việt Nam.

## Tổ chức của Quốc hội

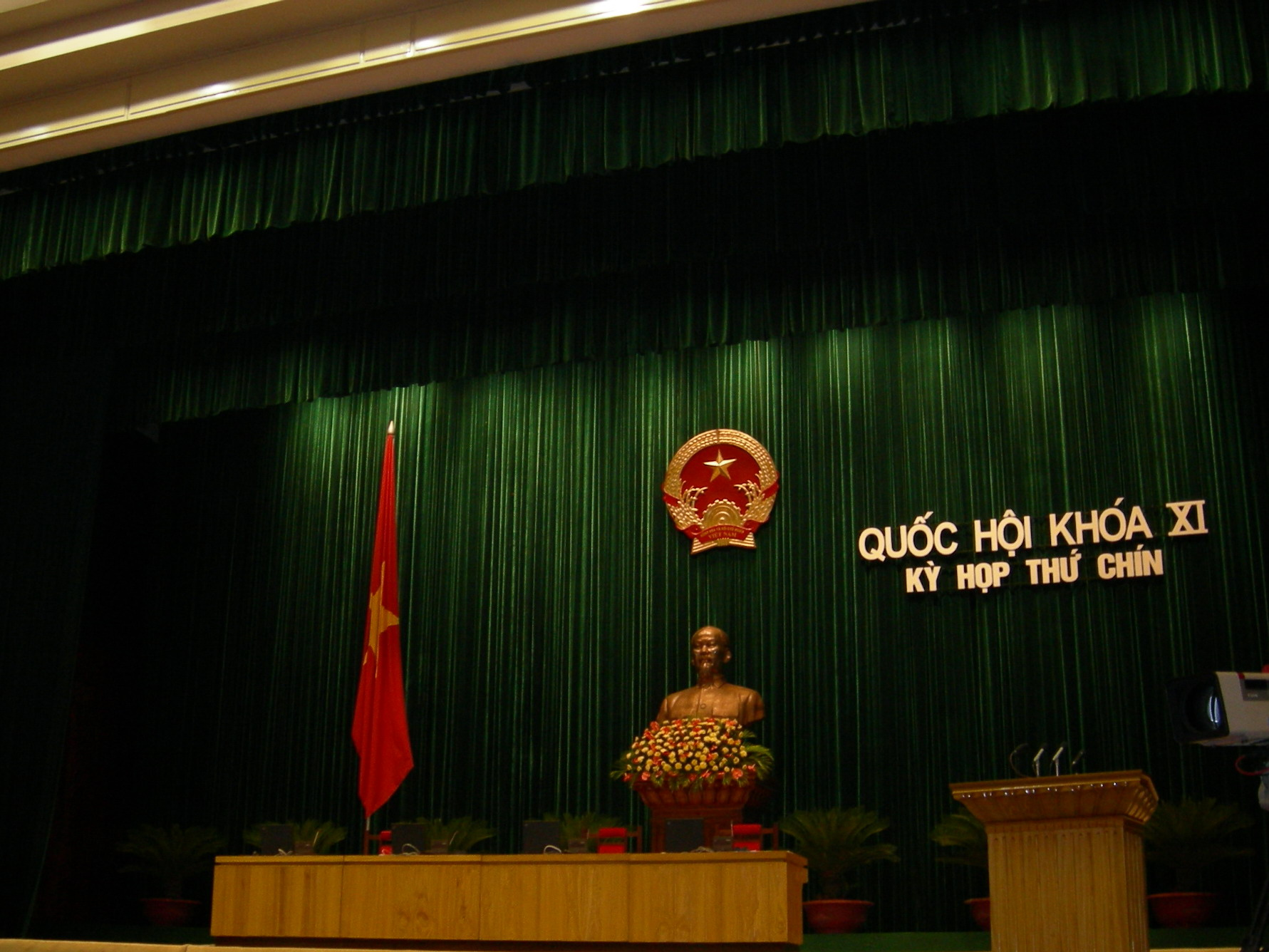
Hàng ghế của chủ tọa Quốc hội tại kỳ họp thứ 9, Quốc hội khóa XI. Ảnh chụp đầu tháng 6 năm 2006.

### Các cơ quan của Quốc hội
Điều 73 Hiến pháp 2013 quy định: "Ủy ban Thường vụ Quốc hội là cơ quan thường trực của Quốc hội". Ngoài ra, Luật Tổ chức Quốc hội 2014 sửa đổi 2020 cũng quy định tại Điều 66: "Hội đồng dân tộc, các Ủy ban của Quốc hội là các cơ quan của Quốc hội". Như vậy, bên cạnh Ủy ban Thường vụ và Hội đồng dân tộc được quy định cứng trong Luật thì Quốc hội cũng có thể thành lập các ủy ban chuyên trách khác theo nhu cầu. Sau đợt kiện toàn bộ máy chính trị tại Kỳ họp bất thường thứ 9 của Quốc hội khóa 15, Nghị quyết số số 178/2025/QH15 đã được ban hành, quy định các Ủy ban khác của Quốc hội bao gồm:
- Hội đồng dân tộc (Việt Nam)
- Ủy ban Pháp luật và Tư pháp.
- Ủy ban Kinh tế và Tài chính.
- Ủy ban Quốc phòng, An ninh và Đối ngoại.
- Ủy ban Văn hóa và Xã hội.
- Ủy ban Khoa học, Công nghệ và Môi trường.
- Ủy ban Công tác đại biểu[71].
- Ủy ban Dân nguyện và Giám sát[72].

Ủy ban Thường vụ, Hội đồng dân tộc và các Ủy ban của Quốc hội đều làm việc theo chế độ tập thể và quyết định theo đa số, có nhiệm kỳ theo nhiệm kỳ của Quốc hội. Hiệu quả hoạt động của Quốc hội được bảo đảm bằng hiệu quả của các kỳ họp Quốc hội, hoạt động của Ủy ban Thường vụ Quốc hội, Hội đồng Dân tộc và các Ủy ban của Quốc hội, các Đoàn đại biểu Quốc hội và các đại biểu Quốc hội. Quốc hội quyết định số lượng các Ủy ban và bầu các thành viên của Hội đồng Dân tộc và các Ủy ban của Quốc hội.
Ngoài ra, Quốc hội có thể thành lập các Ủy ban lâm thời để nghiên cứu, thẩm tra một dự án hoặc điều tra về một vấn đề nhất định khi thấy cần thiết.

### Cơ quan khác
Đây là các cơ quan được Quốc hội thành lập nhưng hoạt động độc lập gồm:
- Kiểm toán Nhà nước: Là cơ quan thực hiện kiểm toán việc quản lý, sử dụng tài chính, tài sản công của nhà nước, do Quốc hội thành lập và chịu trách nhiệm cũng như sự giám sát của Quốc hội.
- Hội đồng Bầu cử Quốc gia: Có nhiệm vụ tổ chức bầu cử đại biểu Quốc hội; chỉ đạo và hướng dẫn công tác bầu cử đại biểu Hội đồng nhân dân các cấp (Điều 117 Hiến pháp 2013).

### Đại biểu
Thành phần nhân sự của Quốc hội là các đại biểu Quốc hội Việt Nam, do cử tri Việt Nam bầu ra theo nguyên tắc phổ thông, bình đẳng, trực tiếp và bỏ phiếu kín. Các đại biểu được bầu chịu trách nhiệm trước cử tri bầu ra mình và trước cử tri cả nước. Thông qua các đại biểu và thông qua quốc hội, nhân dân Việt Nam sử dụng quyền lực của mình để định đoạt các vấn đề của đất nước.

## Lãnh đạo Quốc hội
Chủ tịch Quốc hội Việt Nam là người đứng đầu Ủy ban Thường vụ Quốc hội và đương nhiên đứng đầu Quốc hội, được Quốc hội bầu ra từ các đại biểu Quốc hội. Chủ tịch Quốc hội không được đồng thời là thành viên của Chính phủ. Chủ tịch Quốc hội đầu tiên năm 1946 là Nguyễn Văn Tố. Chủ tịch Quốc hội hiện nay là ông Trần Thanh Mẫn (05/2024-nay).
Dưới Chủ tịch là các Phó Chủ tịch Quốc hội Việt Nam. Số lượng Phó Chủ tịch gồm 01 Phó Chủ tịch Thường trực, 04 Phó Chủ tịch Quốc hội. Phó Chủ tịch Quốc hội đầu tiên năm 1946 là Phạm Văn Đồng. Quốc hội khóa XV nhiệm kỳ 2021-2026 tính đến tháng 02/2025 có 6 Phó Chủ tịch, là:
- Trần Quang Phương
- Nguyễn Khắc Định
- Nguyễn Đức Hải
- Nguyễn Thị Thanh (từ 06/2024)
- Lê Minh Hoan (từ 02/2025)
- Vũ Hồng Thanh (từ 02/2025)

Tổng thư ký cũng đồng thời là phát ngôn viên của Quốc hội. Tổng thư ký Quốc hội hiện nay là ông Lê Quang Tùng (từ 2024).
Từ năm 2016, Chủ tịch Quốc hội kết thúc nhiệm kỳ vào ngày 30 tháng 3 và bắt đầu nhiệm kỳ mới vào ngày 31 tháng 3 hoặc 01 tháng 4.

## Hoạt động của Quốc hội
Nhiệm kì của mỗi khóa Quốc hội là 5 năm, kể từ ngày khai mạc kì họp thứ nhất của Quốc hội khóa đó đến ngày khai mạc kì họp thứ nhất của Quốc hội khóa sau. Sáu mươi ngày trước khi Quốc hội hết nhiệm kì, Quốc hội khóa mới phải được bầu xong. Trong trường hợp đặc biệt, nếu được ít nhất hai phần ba tổng số đại biểu Quốc hội biểu quyết tán thành thì Quốc hội quyết định rút ngắn hoặc kéo dài nhiệm kỳ của mình theo đề nghị của Ủy ban Thường vụ Quốc hội.
Quốc hội Việt Nam họp thường lệ mỗi năm 2 kì do Ủy ban Thường vụ Quốc hội triệu tập. Uỷ ban Thường vụ Quốc hội có thể triệu tập phiên họp bất thường theo quyết định của mình, hoặc khi Chủ tịch nước, Thủ tướng Chính phủ hoặc khi có ít nhất 1/3 tổng số Đại biểu Quốc hội yêu cầu. Các cuộc họp của Quốc hội đều công khai, một số được truyền hình trực tiếp, phát sóng toàn quốc và ra nước ngoài. Quốc hội Việt Nam cũng có thể họp kín theo đề nghị của Uỷ ban Thường vụ Quốc hội, Chủ tịch nước, Thủ tướng Chính phủ hoặc của ít nhất 1/3 tổng số đại biểu Quốc hội. Thành viên của Chính phủ không phải là đại biểu Quốc hội được mời tham dự các phiên họp toàn thể của Quốc hội. Đại diện cơ quan Nhà nước, tổ chức xã hội, tổ chức kinh tế, đơn vị vũ trang, cơ quan báo chí, công dân và khách quốc tế có thể được mời dự các phiên họp công khai của Quốc hội.

### Kì họp bất thường
Về tính pháp lí, các quy định về các "Kì họp bất thường" vốn đã được đề cập đến trong Hiến pháp 2013 và Luật Tổ chức Quốc hội 2014 như sau (tuy rằng Luật Tổ chức Quốc hội 2014 đã được sửa đổi một lần vào năm 2020 nhưng các điều khoản về Kì họp bất thường đều không có sự thay đổi):
- Khoản 2, Điều 83, Chương V trong Hiếp pháp 2013: "Trường hợp Chủ tịch nước, Ủy ban thường vụ Quốc hội, Thủ tướng Chính phủ hoặc ít nhất một phần ba tổng số đại biểu Quốc hội yêu cầu thì Quốc hội họp bất thường".
- Khoản 1, Điều 33, Chương II trong Luật Tổ chức Quốc hội 2014: "Đại biểu Quốc hội có quyền [...] tổ chức phiên họp bất thường".
- Khoản 3, Điều 33, Chương II: "Trường hợp có từ một phần ba tổng số đại biểu Quốc hội trở lên kiến nghị Quốc hội [...] quyết định họp bất thường [...] thì Ủy ban thường vụ Quốc hội báo cáo để Quốc hội xem xét, quyết định".
- Khoản 2, Điều 90, Chương V: "Trường hợp Chủ tịch nước, Ủy ban thường vụ Quốc hội, Thủ tướng Chính phủ hoặc ít nhất một phần ba tổng số đại biểu Quốc hội yêu cầu thì Quốc hội họp bất thường".
- Khoản 2, Điều 91, Chương V: "Dự kiến chương trình kỳ họp Quốc hội được thông báo trên các phương tiện thông tin đại chúng chậm nhất là [...] 04 ngày trước ngày khai mạc kỳ họp đối với kỳ họp bất thường".
- Khoản 1, Điều 92, Chương V: "Ủy ban thường vụ Quốc hội quyết định triệu tập [...] kỳ họp bất thường chậm nhất là 07 ngày trước ngày khai mạc kỳ họp".

Theo như phát biểu của Chủ tịch Quốc hội Vương Đình Huệ, các Kỳ họp bất thường "chỉ giải quyết vấn đề cấp bách, được chuẩn bị kỹ lưỡng, bảo đảm quy trình, thủ tục theo quy định của pháp luật, tạo sự đồng thuận cao. Bất thường chỉ là tiến độ chứ không coi nhẹ chất lượng".
Mặc dù các Kỳ họp bất thường đã được quy định ngay từ trong Hiến pháp 2013, tuy nhiên phải đến tận Quốc hội khóa XV nó mới chính thức được tổ chức, do các vấn đề xã hội cấp bách (như gói hỗ trợ kích thích kinh tế hậu đại dịch) gây ra bởi COVID-19 thời điểm đó. Kỳ họp bất thường lần thứ nhất Quốc hội XV (diễn ra từ 4-11 tháng 1 năm 2022) cũng là Kỳ họp bất thường đầu tiên trong lịch sử hoạt động 78 năm của Quốc hội Việt Nam, cũng như đánh dấu lần đầu tiên Điều 83 Hiến pháp 2013 được kích hoạt kể từ khi Hiến pháp đi vào hiệu lực.
Kể từ Khóa XV này, các Kỳ họp bất thường được tổ chức thường xuyên hơn, chủ yếu là để giải quyết vấn đề nhân sự và các dự án luật chưa được đồng ý biểu quyết thông qua tại Kỳ họp thường kỳ trước đó (như Luật Khám chữa bệnh sửa đổi tại Kỳ họp 4 tháng 10/2022, hay Luật Đất đai tại Kỳ họp thứ 6 tháng 11/2023). Tính đến đầu năm 2024, Quốc hội khóa XV đã tổ chức 6 Kỳ họp bất thường.

## Mối liên quan giữa Quốc hội và Đảng Cộng sản Việt Nam
Hiến pháp và luật pháp Việt Nam quy định các đại biểu Quốc hội có quyền tự do thảo luận và quyết định mà không phụ thuộc vào chỉ thị của Đảng Cộng sản Việt Nam. Tuy nhiên, trên thực tế, mối quan hệ giữa hai cơ quan này vẫn tiềm ẩn nhiều vấn đề phức tạp, đòi hỏi sự phân tích chuyên sâu dưới góc nhìn chuyên môn.
1. Vị trí Chủ tịch Quốc hội và ảnh hưởng của Đảng: Theo quy định, Chủ tịch Quốc hội do Ban Chấp hành Trung ương Đảng Cộng sản Việt Nam đề cử, thường là Ủy viên Bộ Chính trị, đảm bảo sự lãnh đạo của Đảng đối với hoạt động lập pháp. Điều này thể hiện mối liên kết chặt chẽ giữa hai tổ chức, nhưng cũng đặt ra câu hỏi về tính độc lập của Quốc hội trong việc thực thi quyền hạn. Hơn 90% đại biểu Quốc hội là đảng viên Đảng Cộng sản Việt Nam, tuân theo điều lệ và nghị quyết của Đảng.
2. Giới hạn trong thảo luận và quyết định tại Quốc hội: Theo ý kiến của Giáo sư Nguyễn Minh Thuyết, nguyên đại biểu Quốc hội khóa XI, XII, nói: "Nhiều vấn đề quan trọng đã được Trung ương Đảng quyết định trước khi đưa ra Quốc hội thảo luận. Điều này hạn chế quyền tự quyết của cơ quan lập pháp, khiến hoạt động của Quốc hội đôi khi mang tính hình thức. Việc đa số đại biểu là đảng viên khiến họ có xu hướng tuân theo nghị quyết của Trung ương Đảng, dẫn đến khả năng đồng thuận cao nhưng cũng tiềm ẩn nguy cơ thiếu thảo luận và tranh luận cởi mở, ảnh hưởng đến chất lượng của các quyết định được đưa ra".
3. Quốc hội trong hệ thống chính trị đơn đảng: Là quốc gia đơn đảng với chế độ nhất viện, quan điểm của Quốc hội Việt Nam thường được xem là phản ánh ý chí của Đảng Cộng sản Việt Nam trong các vấn đề quan trọng của đất nước. Điều này đặt ra câu hỏi về mức độ độc lập và tự chủ của Quốc hội trong việc thực thi quyền lập pháp và giám sát chính phủ.
4. Kết luận: Mối quan hệ giữa Quốc hội và Đảng Cộng sản Việt Nam là một vấn đề mang tính chiến lược, có ảnh hưởng trực tiếp đến sự phát triển của nền dân chủ và nhà nước pháp quyền ở Việt Nam.

Cũng theo ông Nguyễn Văn Phúc, nguyên Phó chủ nhiệm Ủy ban Kinh tế của Quốc hội Việt Nam, trước đây, Chính phủ Việt Nam hầu như chỉ trình các báo cáo lên Bộ Chính trị trước mà không trình Quốc hội Việt Nam. Chỉ sau khi Bộ Chính trị kết luận thì báo cáo mới được trình Quốc hội. Tuy nhiên, quyền lực của Quốc hội trong thời gian gần đây đã được cải thiện đáng kể, như từ trước khóa 14, Bộ Chính trị đã cho phép Đảng đoàn Quốc hội hoặc Ủy ban kinh tế của Quốc hội có ý kiến trước đối với những vấn đề liên quan.

### Tổ chức của Đảng bộ Quốc hội
Vai trò lãnh đạo rõ rệt nhất của Đảng Cộng sản Việt Nam đối với Quốc hội Việt Nam là cơ quan Đảng bộ Quốc hội. Đây là một tổ chức của Đảng Cộng sản trong Quốc hội, gồm các đảng viên nắm vai trò trọng yếu trong Quốc hội như Chủ tịch, Phó Chủ tịch, Ủy viên Ủy ban Thường vụ Quốc hội. Đảng bộ Quốc hội chịu sự lãnh đạo, chỉ đạo trực tiếp của Bộ Chính trị, Ban Bí thư. Các chức vụ Bí thư, Phó Bí thư và các Ủy viên Đảng ủy đều do Bộ Chính trị chỉ định.
Về danh nghĩa, Đảng bộ Quốc hội là một tổ chức có tư cách pháp nhân có con dấu độc lập. Trên thực tế, các hoạt động của Quốc hội đều được Bộ Chính trị và Ban Bí thư định hướng gián tiếp thông qua Đảng bộ Quốc hội.
Thành viên Đảng ủy Quốc hội hiện gồm: Chủ tịch, các Phó Chủ tịch, các ủy viên Ủy ban Thường vụ Quốc hội; thành viên khác (nếu có) do Đảng ủy đề nghị, Bộ Chính trị quyết định. Chủ tịch Quốc hội làm Bí thư Đảng ủy, một Phó Chủ tịch Quốc hội làm Phó Bí thư Đảng ủy.

### Nhiệm vụ của Đảng bộ Quốc hội
1. Lãnh đạo Quốc hội thực hiện đúng đắn đường lối, chủ trương, nghị quyết của Đảng.
2. Thực hiện các nghị quyết của Đảng về tổ chức, cán bộ; quyết định những vấn đề về tổ chức, cán bộ theo sự phân công, phân cấp của Bộ Chính trị.
3. Kiểm tra việc thực hiện đường lối, chủ trương, nghị quyết của Đảng trong hoạt động của Quốc hội.
4. Được triệu tập đảng viên hoặc đại diện đảng viên ở các đoàn đại biểu Quốc hội để bàn chủ trương và biện pháp thực hiện nghị quyết của Đảng trong Quốc hội.
5. Báo cáo và kiến nghị với cấp ủy có thẩm quyền biện pháp xử lý đối với đảng viên là đại biểu Quốc hội vi phạm nguyên tắc kỷ luật Đảng trong hoạt động Quốc hội.
6. Chịu trách nhiệm trước Bộ Chính trị, Ban Bí thư về những đề xuất và các quyết định của Đảng bộ.
7. Phối hợp với Đảng ủy cơ quan xây dựng Đảng bộ cơ quan Văn phòng Quốc hội trong sạch, vững mạnh.

### Vấn đề thuộc thẩm quyền của Bộ Chính trị
Đảng bộ Quốc hội trình Bộ Chính trị: 
- Những vấn đề Quốc hội, Ủy ban Thường vụ Quốc hội có ý kiến khác với ý kiến Bộ Chính trị trước khi Quốc hội, Ủy ban Thường vụ Quốc hội biểu quyết thông qua (nếu có).
- Về định hướng trọng tâm hoạt động giám sát trong cả nhiệm kỳ của Quốc hội.
- Về việc Quốc hội bỏ phiếu tín nhiệm các chức danh do Quốc hội bầu hoặc phê chuẩn khi có sai phạm.
- Về kết quả giám sát, các kiến nghị, đề xuất sau giám sát đối với việc thực hiện các công trình trọng điểm quốc gia, các chủ trương lớn của Đảng có ảnh hưởng đến kinh tế - xã hội, quốc phòng, an ninh, đối ngoại của đất nước; kiến nghị xử lý các vi phạm, kết luận về trách nhiệm của các cá nhân thuộc diện Bộ Chính trị quản lý.
- Kiến nghị xử lý về trách nhiệm cá nhân cán bộ thuộc diện Bộ Chính trị quản lý khi có vi phạm trong hoạt động Quốc hội.
- Những vấn đề khác Đảng bộ Quốc hội thấy cần xin ý kiến Bộ Chính trị.

### Vấn đề thuộc thẩm quyền củaBan Bí thư
Đảng bộ Quốc hội trình Ban Bí thư kiến nghị xử lý về trách nhiệm cá nhân cán bộ thuộc diện Ban Bí thư quản lý khi có vi phạm trong hoạt động Quốc hội. Bí thư Đảng ủy Quốc hội hiện là ông Trần Thanh Mẫn, Phó Bí thư là các ông Nguyễn Khắc Định, Vũ Hải Hà, Đặng Xuân Phương.

## Nhận định
Năm 1988, khi xuất bản cuốn sách "Asia-Pacific Legal Development", Giáo sư Gerry Ferguson, trưởng khoa quan hệ pháp luật vùng châu Á - Thái Bình Dương thuộc đại học Victoria, Canada từng nhận định về Quốc hội Việt Nam là: "từ năm 1945, Quốc hội Việt Nam hoạt động như là một cơ quan "gật đầu" (rubber stamp) mọi quyết định được đưa ra trước từ các ban cao nhất thuộc đảng hợp pháp độc nhất (Đảng Cộng sản Việt Nam)".
Theo nhà phân tích David Koh của Viện Nghiên cứu Đông Nam Á ở Singapore thì dù Quốc hội đã bắt đầu bỏ phiếu tín nhiệm chính phủ từ năm 2013 nhưng vẫn không giải quyết được những mâu thuẫn trong cơ chế chính trị Việt Nam. Ví dụ như nếu Quốc hội bất tín nhiệm nhân sự trong chính phủ nhưng Đảng vẫn tín nhiệm thì sao? Cuộc bỏ phiếu vẫn không có tác động nào.
Về hoạt động làm luật, luật sư Nguyễn Minh Tuấn, giảng viên khoa Luật Đại học Quốc gia Hà Nội nhận xét: "Quốc hội nắm quyền lập pháp, nhưng thực tế phần lớn các dự thảo luật là do Chính phủ và các Bộ ngành soạn thảo, đệ trình." Nói về vấn đề này, Tiến sĩ Nguyễn Sỹ Dũng, nguyên Phó Chủ nhiệm Văn phòng Quốc hội lý giải câu hỏi tại sao tới 95% các văn bản pháp luật là do Chính phủ soạn thảo và trình Quốc hội thông qua là vì: "Quyền lập pháp không phải là quyền làm luật, mà là quyền cho phép ban hành pháp luật. Đó là lý do tại sao Chính phủ trình tới 95% văn bản luật, Chính phủ có nhu cầu nhiều hơn về pháp luật, muốn điều chỉnh hành vi thì phải có luật, sau đó trình sang Quốc hội. Quốc hội sẽ xem xét dựa trên lợi ích của cử tri, của người dân với luật đó, xem xét luật đó có thể tạo điều kiện cho Chính phủ, các bộ ngành nhưng có tạo điều kiện cho người dân hay không. Do vậy, quyền lập pháp ở đây được hiểu là quyền thông qua luật, chứ không phải quyền làm luật." 
Trong phiên họp quốc hội ngày 26/3/2021, nói về tính cục bộ địa phương trong Quốc hội, đại biểu Lưu Bình Nhưỡng phát biểu: "Quốc hội cần công bằng trong phân bổ nguồn lực và trao quyền lực, kiểm soát quyền lực, không được ngủ mê trên quyền lực của nhân dân, đặc biệt không được biến Quốc hội thành căn phòng kín để gom góp lợi ích nhóm, lợi ích cá nhân và chia chác quyền lực, chia chác nguồn lực của đất nước".